# Bednarzówka (województwo lubelskie)
Bednarzówka – wieś w Polsce położona w województwie lubelskim, w powiecie parczewskim, w gminie Dębowa Kłoda.
| SIMC    | Nazwa   | Rodzaj    |
| ------- | ------- | --------- |
| 0011311 | Rudniki | część wsi |

Wieś królewska w starostwie parczewskim województwa lubelskiego w 1786 roku. W latach 1975–1998 miejscowość administracyjnie należała do województwa bialskopodlaskiego.
Wieś stanowi sołectwo w gminie Dębowa Kłoda. Według Narodowego Spisu Powszechnego z roku 2011 wieś liczyła 97 mieszkańców.
Wierni Kościoła rzymskokatolickiego należą do parafii Najświętszego Serca Jezusowego w Dębowej Kłodzie.
W 1902 roku w folwarku Bednarzówka ówczesnego powiatu włodawskiego urodził się podporucznik rezerwy Wojska Polskiego Franciszek Łopatniuk syn Daniela i Emilii z Lewczuków, ofiara zbrodni katyńskiej zamordowana w Katyniu.